# Museo Paleontológico de Alpuente
El Museo Paleontológico de Alpuente es un pequeño museo dedicado a los restos fósiles de la comarca de Los Serranos de Valencia. Alpuente es conocido en el mundo de la paleontología por los numerosos e importantes yacimientos de dinosaurios hallados en la zona; esto impulsó la creación del Museo Paleontológico, ubicado en la antigua ermita de Santa Bárbara (en la Av. José Antonio nº17 de la Villa de Alpuente).

## El edificio
El Museo se encuentra ubicado en la antigua Ermita de Santa Bárbara, situada en el casco urbano de Alpuente. La Ermita se levantó en el año 1376, reconstruyéndose en el año 1703. Está incluida en el Inventario de Patrimonio Arquitectónico del Ministerio de Cultura y además goza de protección. Es de una sola nave rectangular de muros de mampostería de cuatro tramos con tres contrafuertes, la cubierta es de teja, el techo interior de la nave es de bóveda de cañón con arcos fajones. Las esquinas de fachada, los contrafuertes y parte del primer tramo emplean sillares de arenisca compacta y la única entrada es por un lateral de la planta.

## Colección
El museo se compone de una única colección permanente constituida a partir de los ejemplares recuperados en los yacimientos paleontológicos excavados en la zona y las distintas aportaciones de vecinos. La visita comienza con un audiovisual en el que se explica el origen de la vida, su evolución, qué tipo de fósiles se encuentran en la zona, cómo se fosiliza un dinosaurio, o cómo tiene lugar una excavación paleontológica. La exposición consiste en una muestra representativa de los fósiles que pueden hallarse en la comarca y de cómo pudo ser la zona en el Mesozoico. Destacan sobre todo los restos de dinosaurios que existieron durante el periodo jurásico y principios del cretácico. El museo exhibe el esqueleto de un gran dinosaurio saurópodo junto con restos de otros dinosaurios saurópodos, estegosaurios o terópodos. Y cuenta también en su exposición con fósiles de invertebrados marinos y de otros vertebrados que convivieron con los dinosaurios, junto a imágenes que recrean cómo eran cuando estaban vivos; minerales, rocas y estructuras sedimentarias además de restos indirectos (icnofósiles) y restos vegetales de coníferas o helechos.

## Actividades
El museo ofrece el servicio de actividades didácticas dirigidas especialmente a escolares y público familiar, así como actividades formativas complementarias para personal docente. Anualmente se organiza además una Jornada de Paleontología, un día de puertas abiertas en las que se pueden realizar diversas actividades y visitas a otras instalaciones de manera gratuita.

## Otras instalaciones
El Aula de Recuperación Paleontológica se sitúa en un edificio del siglo XIX, en lo que fue la antigua escuela para niños. Fue creada en 2001 para funcionar como laboratorio de paleontología y es un lugar de trabajo donde los paleontólogos limpian y reconstruyen los fósiles pero no solo funciona como laboratorio sino que también es un espacio visitable, donde poder observar el proceso de recuperación que llevan a cabo los especialistas. Para visitarse debe solicitarse previamente en la oficina de turismo de Alpuente.
El yacimiento de huellas de dinosaurios de Corcolilla (situado en el municipio de Alpuente) fue declarado en el año 2006 Bien de Interés Cultural con categoría de Zona Paleontológica. En la actualidad el yacimiento esta adecuado para su visita, con pasarelas, una amplia zona de aparcamiento y paneles explicativos.  Aquí encontramos numerosas icnitas y rastros realizados hace millones de años por diferentes dinosaurios carnívoros y fitófagos de pequeña y gran talla. El yacimiento se encuentra al aire libre y está abierto al público todo el año. La visita sin guía es gratuita.

## Galería

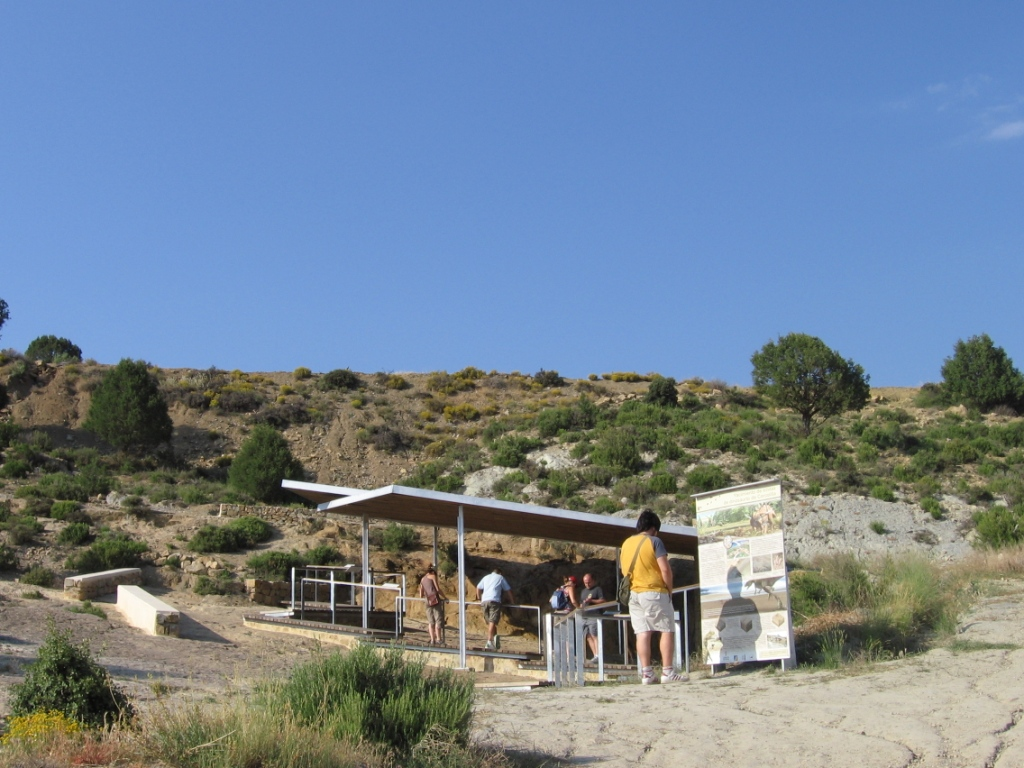
Yacimiento de huellas de Corcolilla
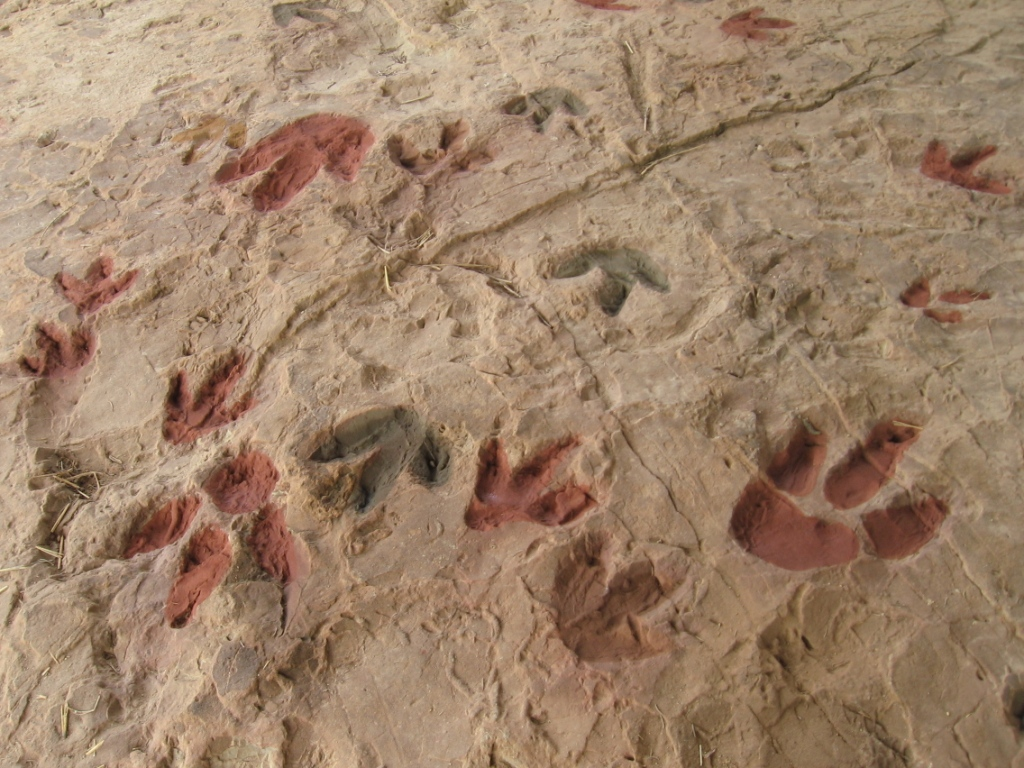
Huellas de Corcolilla

## Información complementaria
- Información general

- Inauguración: 2006
- Cómo llegar: CV-345
- Horarios de apertura: Sábados, domingos y festivos a las 13:30

- Otros datos de interés

- Visitas en horario diferente al señalado solicitándolo en la oficina de turismo.
- Entrada 2 euros
- Niños menores de 4 años y empadronados, entrada gratuita

- Contacto

- Teléfono: 962 101 228 – 962 101 001
- Página web: 